# George O'Brien (football)
Pour les articles homonymes, voir George O'Brien (homonymie).
George O'Brien (né le 22 novembre 1935 à Dunfermline en Écosse et mort le 18 mars 2020,) est un joueur de football écossais qui évoluait au poste d'attaquant.

## Palmarès
| Dunfermline Athletic - Championnat d'Écosse D2 : - Vice-champion : 1954-55. |  | Southampton - Championnat d'Angleterre D2 : - Meilleur buteur : 1964-65 (34 buts). - Championnat d'Angleterre D3 (1) : - Champion : 1959-60. |